# Dunas del Bilbao

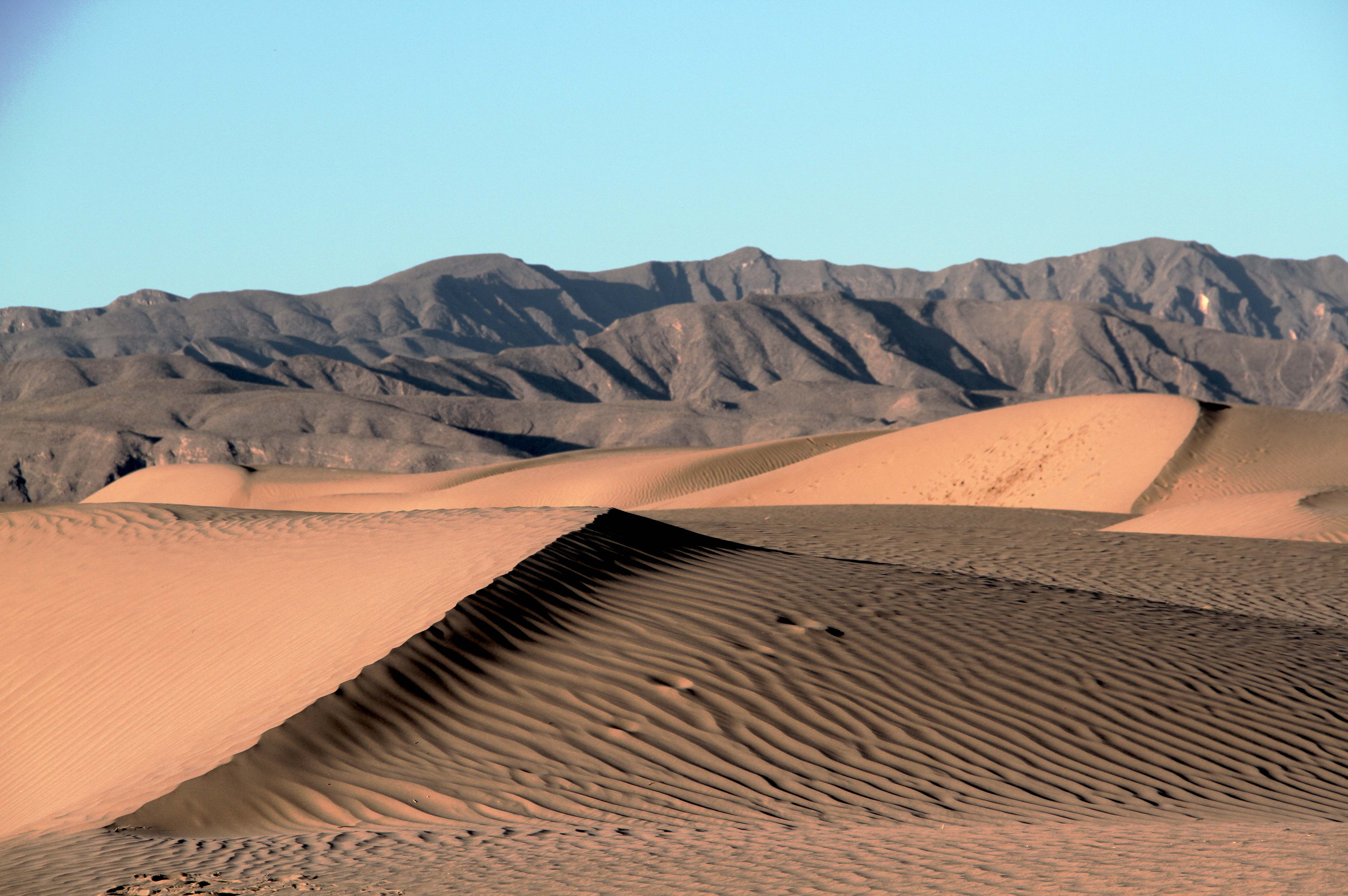
Las Dunas del Bilbao.

Las Dunas de Bilbao son unas dunas ubicadas en la localidad de Bilbao, Municipio de Viesca, Coahuila a 65 km de la ciudad de Torreón. Su extensión es de aproximadamente 10 km². Es una de las tres zonas de médanos ubicadas en Coahuila, México. La película Rescatando al Soldado Pérez fue grabada en ellas.

## Información

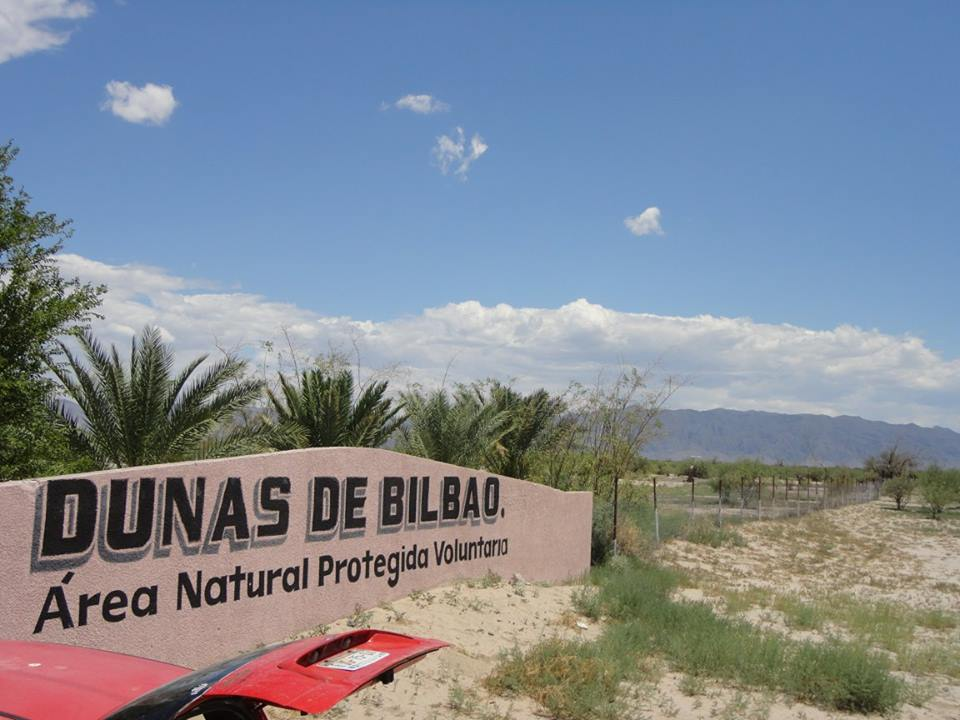
Entrada a las Dunas de Bilbao en Coahuila, México.

Desierto de finas arenas, producto de la erosión de los elementos naturales por el paso del tiempo, en donde la semejanza con los desiertos de Asia Menor la convierten en otro lugar digno de visitarse.
El clima en esta región es extremoso, la mayor parte del año con temperaturas promedio máximas de 35 grados y mínimas de 25 en el verano, de 18 grados máximas y 5 grados mínimas en el invierno.

## Galería

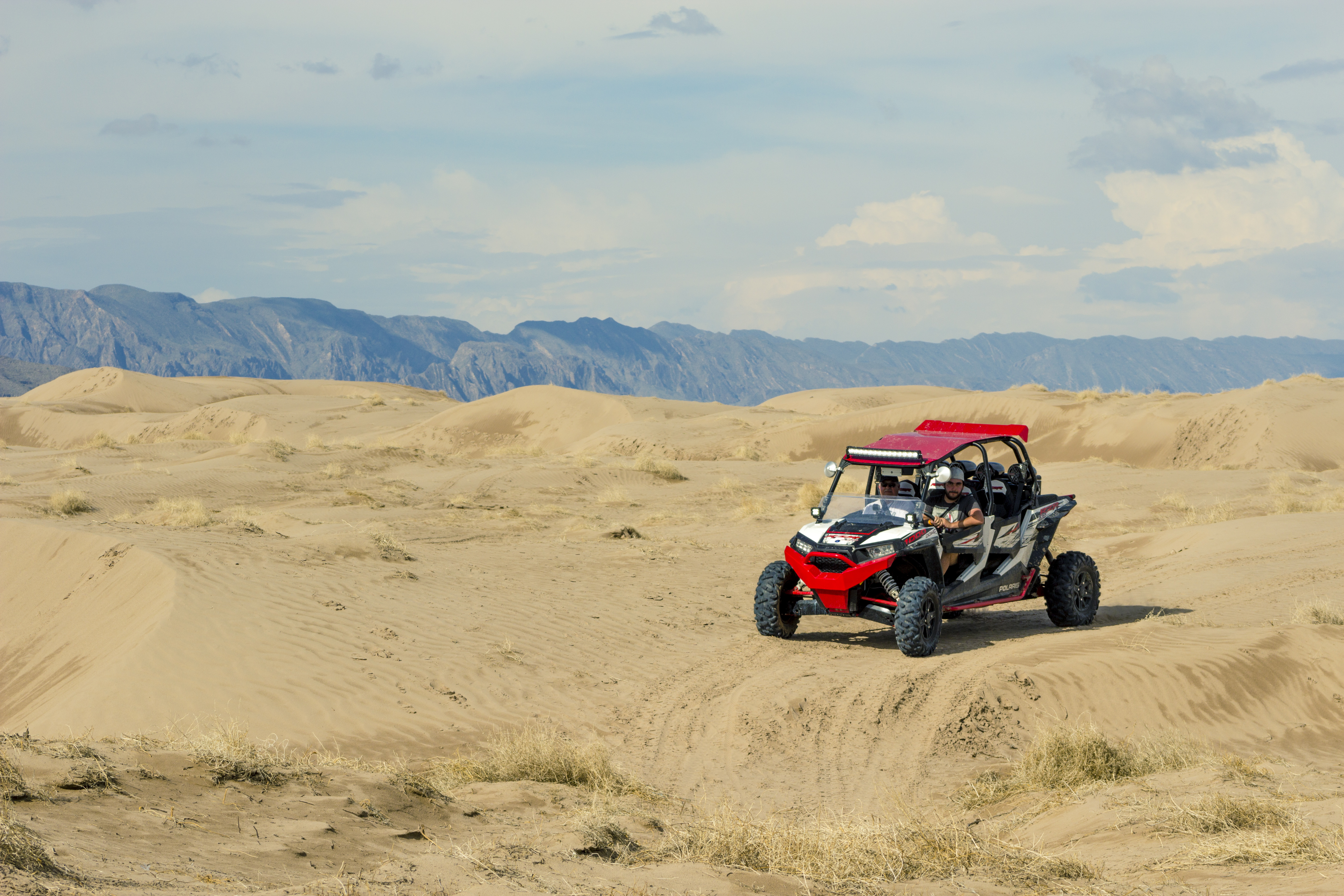
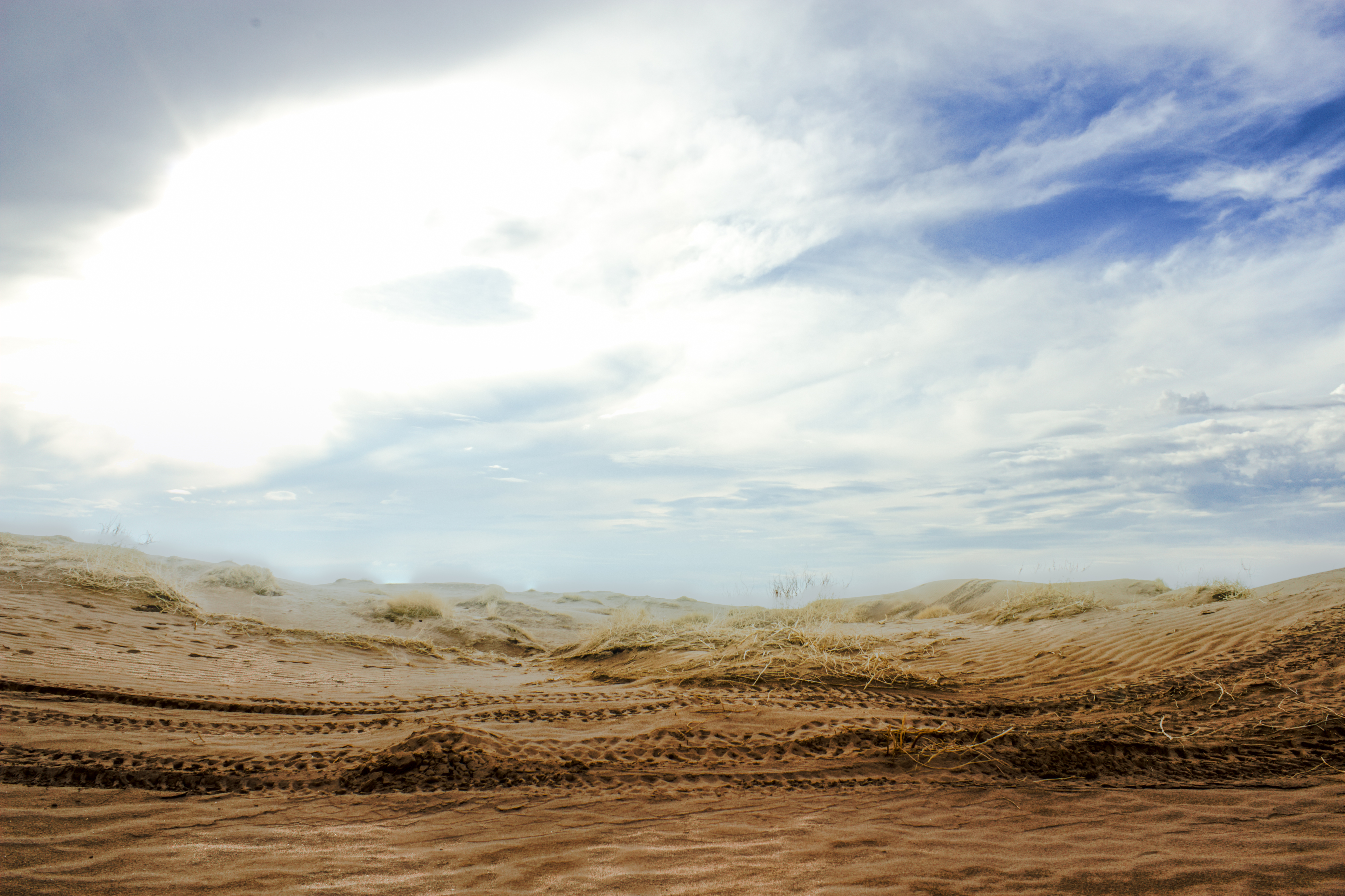
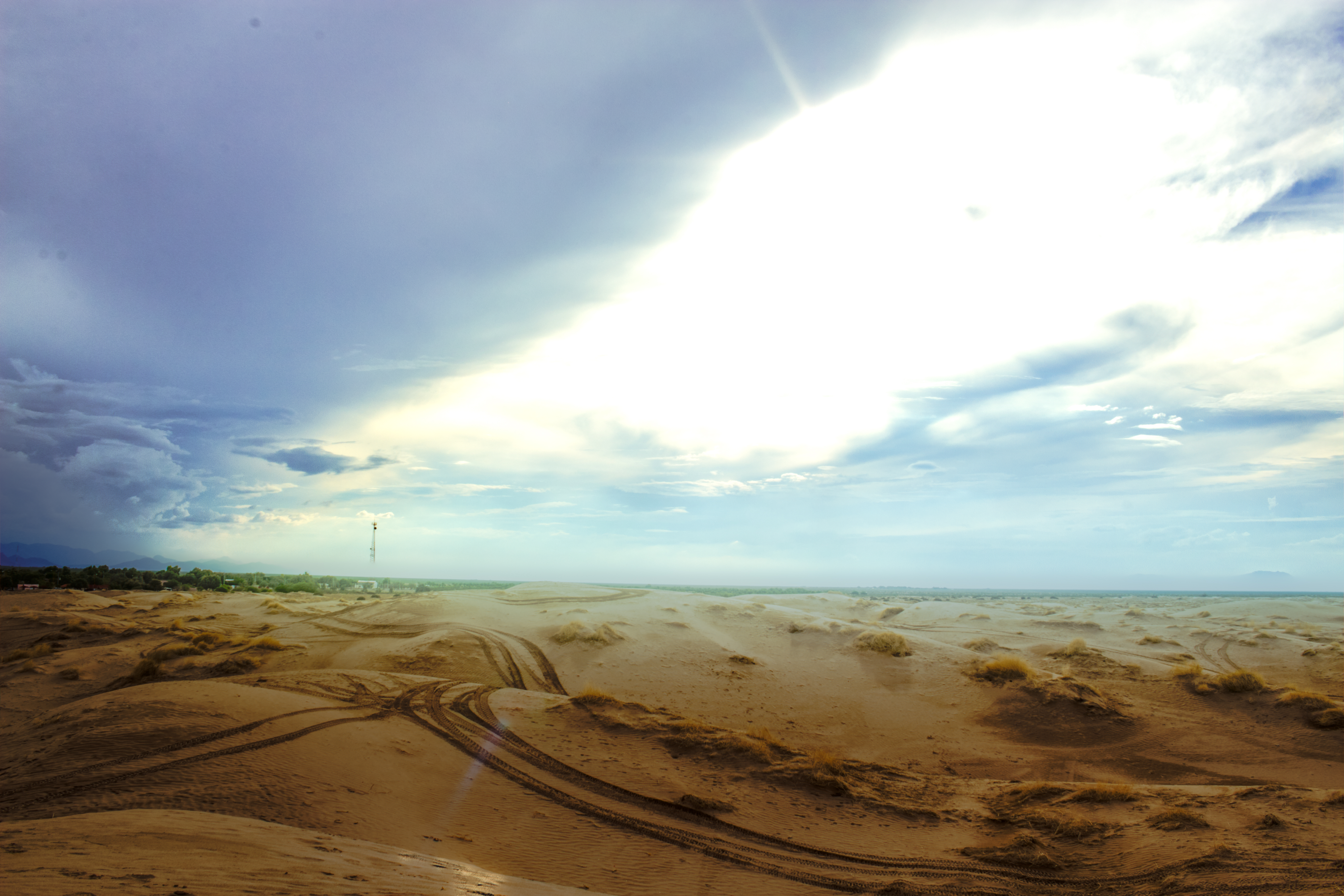
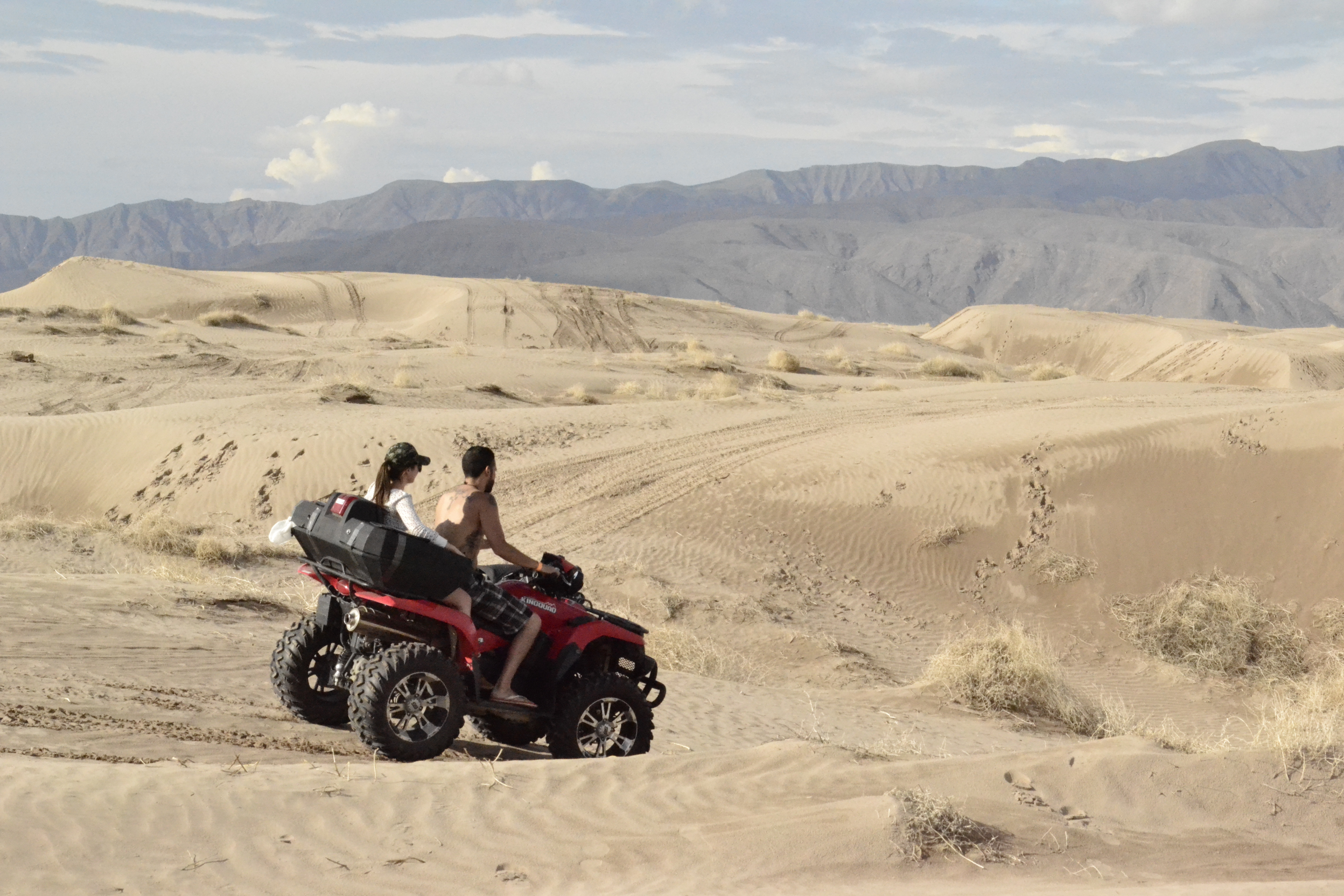
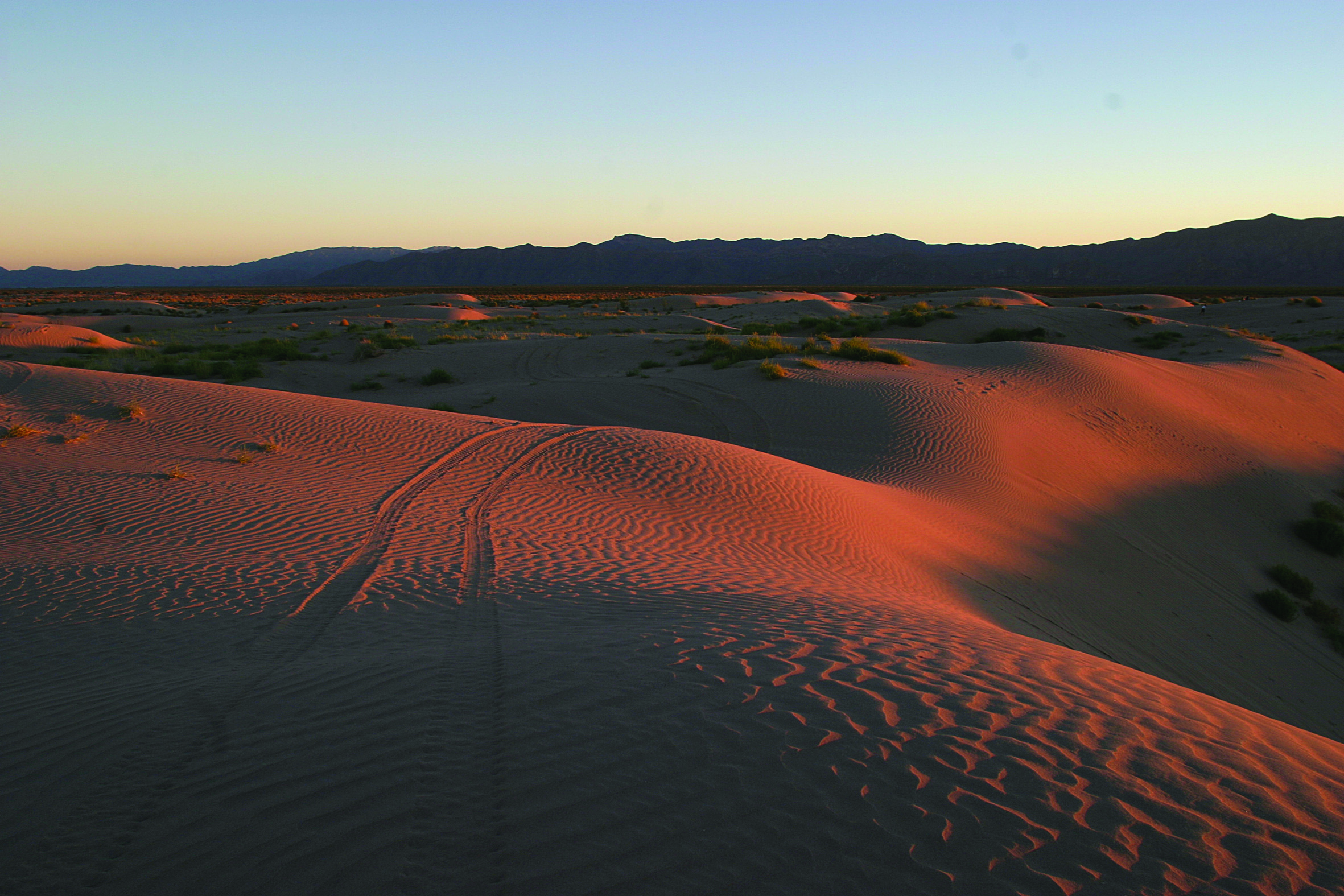
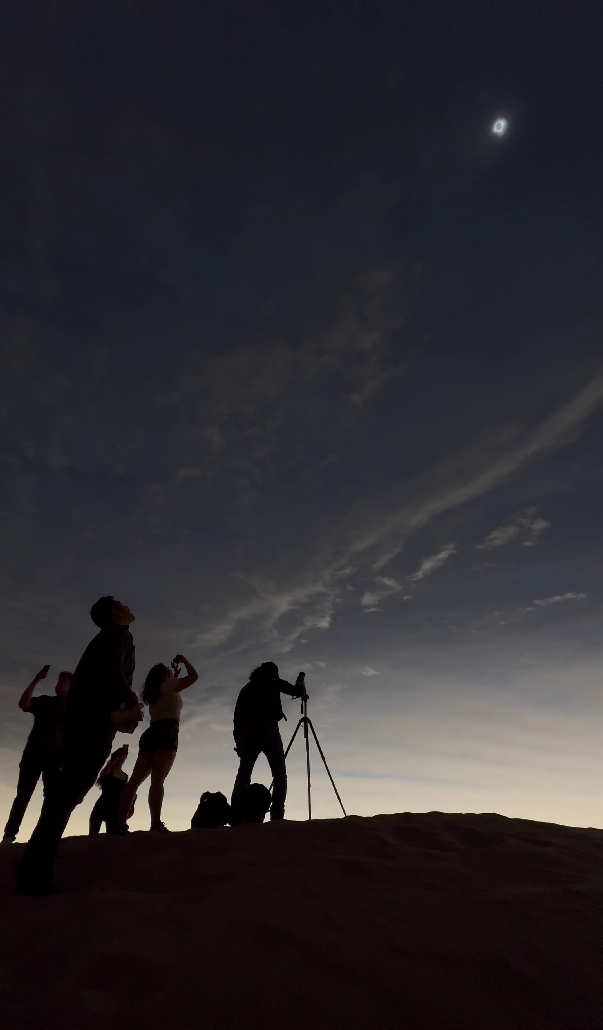
Eclipse solar del 8 de abril de 2024 visto desde las Dunas de Bilbao
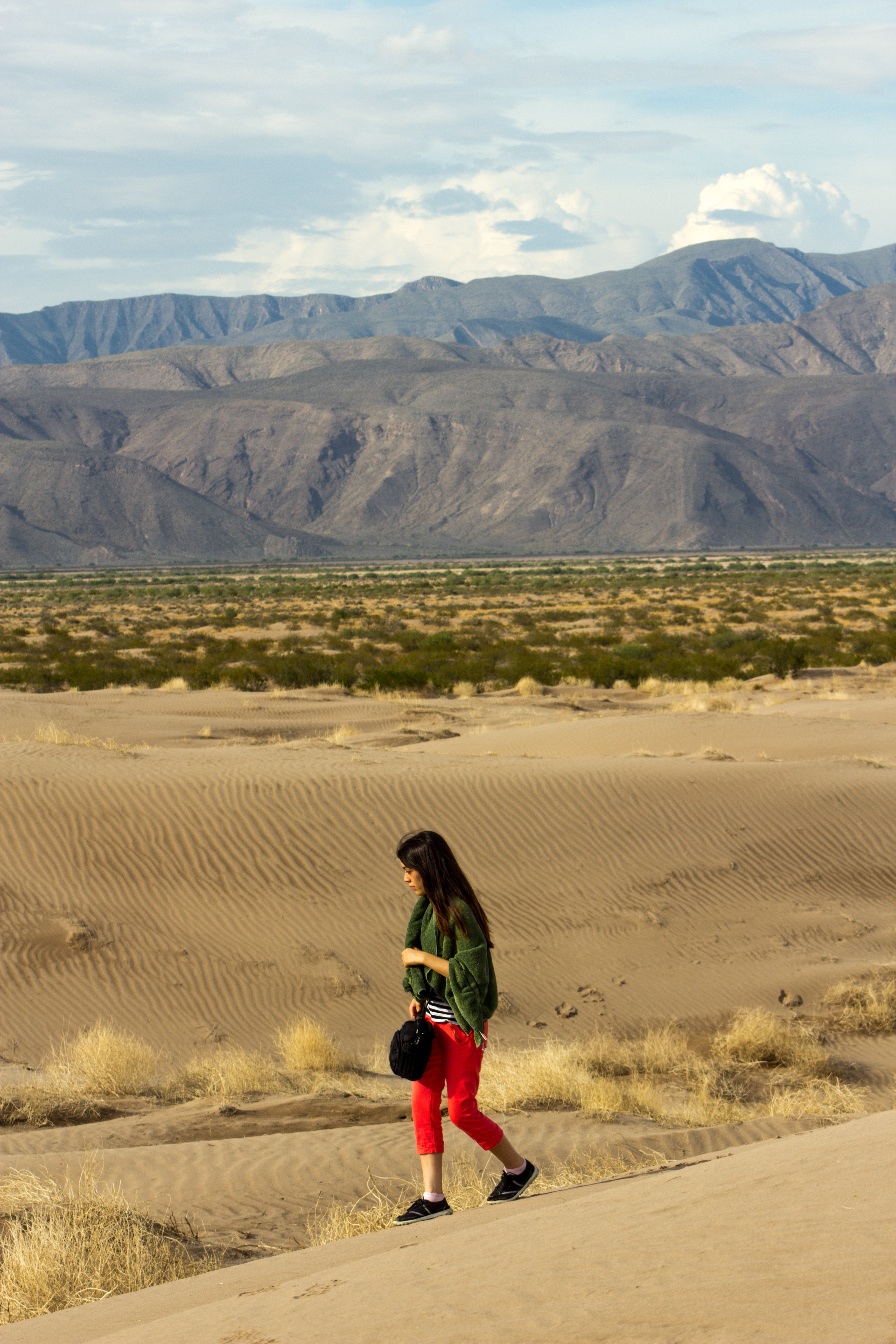
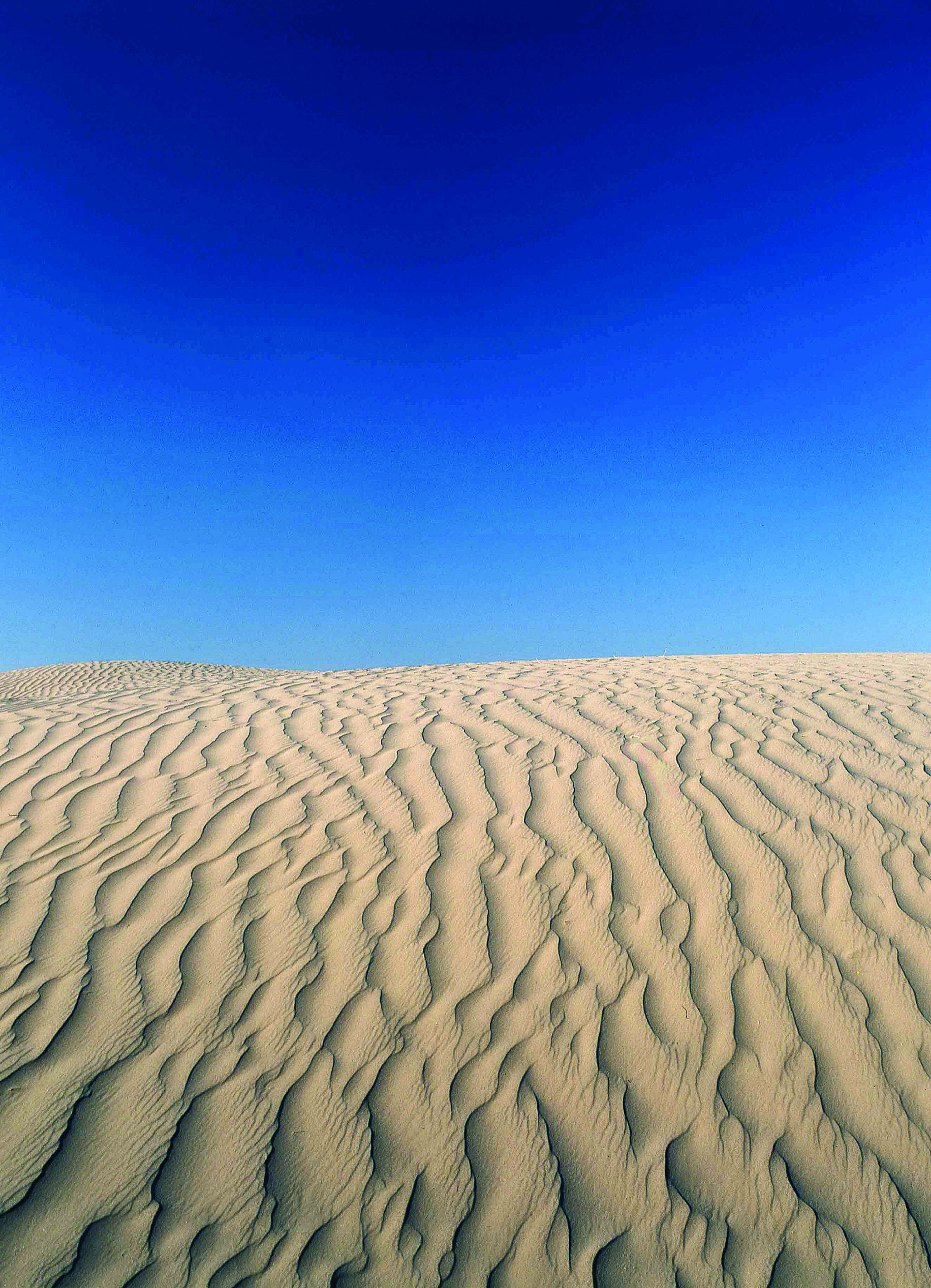